# Жињак (Еро)
Жињак (фр. Gignac) је насеље и општина у јужној Француској у региону Лангдок-Русијон, у департману Еро која припада префектури Лодев.
По подацима из 2011. године у општини је живело 5515 становника, а густина насељености је износила 184,76 становника/km². Општина се простире на површини од 29,85 km². Налази се на средњој надморској висини од 53 метара (максималној 286 m, а минималној 28 m).

## Демографија
| 1962. | 1968. | 1975. | 1982. | 1990. | 1999. | 2011. |
| ----- | ----- | ----- | ----- | ----- | ----- | ----- |
| 2.540 | 2.746 | 2.848 | 3.228 | 3.652 | 3.955 | 5.515 |

График промене броја становника у току последњих година